# Armorial des familles du Pays de Grasse
- certaines figures sont encore dans un format bitmap et doivent être vectorisées.
- Il y a un (des) conflit(s) entre une figure et son blasonnement.

L'Armorial des familles du Pays de Grasse présente les armoiries des familles grassoises, nobles et notables. 
Ces blasons exclusivement issus de l'Armorial général de France permettent la représentation de la haute société grassoise à la fin du XVIIe siècle dans toutes ses composantes, du marchand au féodal. Ainsi des blasons différents peuvent correspondre à un nom et le même blason peut correspondre à plusieurs personnages.

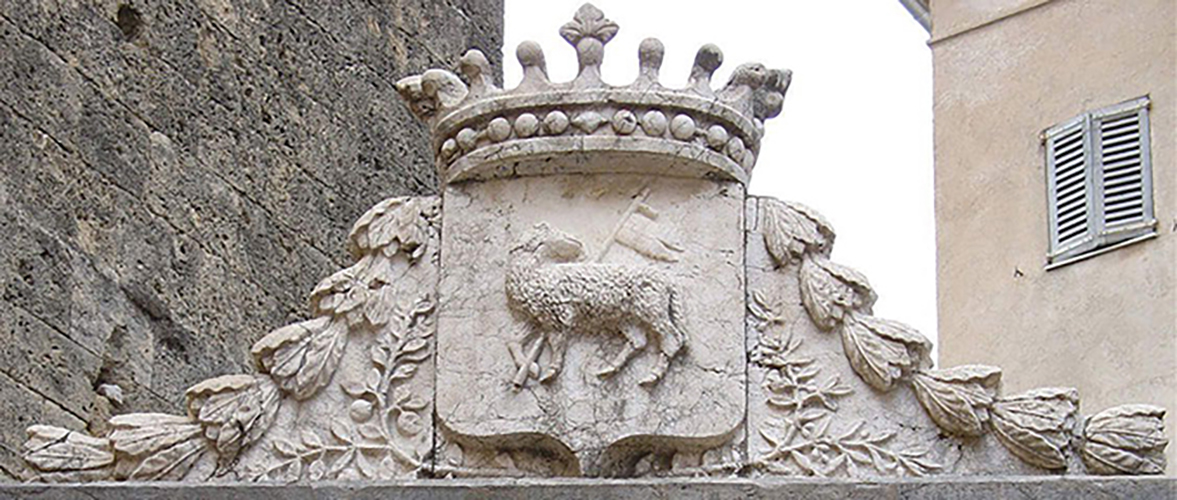
Blason de la ville de Grasse.

- Haut – A
- B
- C
- D
- E
- F
- G
- H
- I
- J
- K
- L
- M
- N
- O
- P
- Q
- R
- S
- T
- U
- V
- W
- X
- Y
- Z

## A
| Blason | Nom de la famille et blasonnement | Enregistré par                                                               |
| ------ | --- | ---------------------------------------------------------------------------- |
|        | Acaron D'azur au lion d'or, issant des ondes du même, ombrées de sable, accompagné de trois étoiles d'or rangées en chef. | Jean Acaron, Procureur au Siège dans la ville de Grasse.                     |
|        | Achard De gueules à l'aigle d'argent. | Jean Honoré Achard, Bourgeois de la ville de Grasse.                         |
|        | Albanelly De sable à deux chevrons d'argent. | Jean-Joseph Albanelly, Avocat à Grasse.                                      |
|        | Amic D'azur, au cœur d'or enflammé de gueules, accompagné en pointe d'un croissant d'argent et en chef de trois étoiles d'or. Différences entre dessin et blasonnement : les étoiles en chef sont rangées, ce qui n'est pas dit. | Feu Jaque Amic, Marchand à Grasse, suivant la déclaration de Marie Levansse. |
|        | Amiel D'or, à la croix ancrée de gueules. | François Amiel, Bourgeois de la ville de Grasse.                             |
| blason | Amiel D'azur, à trois poissons d'argent posés l'un sur l'autre. | Jacques Amiel, Marchand bourgeois de la ville de Grasse.                     |
|        | Antelmy (d') D'azur, à l'écot d'or posé en bande, accompagné de six étoiles d'or, trois au second canton, trois au troisième. | Melchior d'Antelmy, Noble.                                                   |
|        | Arnoux D'argent à trois lions de gueules. | Gaspard Arnoux, Bénéficier en l'église cathédrale de Grasse.                 |
|        | Artaud De sable à la fasce d'argent. | Claude Artaud, Maître apothicaire à Grasse.                                  |
|        | Artaud D'azur à trois fasces d'argent. | Joseph Artaud, Marchand bourgeois de la ville de Grasse.                     |
|        | Aubin De gueules fretté d'argent. | Honoré Aubin, Procureur au Siège de Grasse.                                  |
|        | Aubin D'azur, au paon rouant d'or. | Jacques Aubin, Bourgeois de la ville de Grasse.                              |

## B
| Blason | Nom de la famille et blasonnement | Enregistré par                                                |
| ------ | --- | ------------------------------------------------------------- |
|        | Bain De gueules, au chevron d'argent, accompagné de trois trèfles du même. | Pierre Bain, Docteur en médecine.                             |
|        | Baptestin Échiqueté d'or et de sable. | Honoré Baptestin, Comis au greffe à Grasse.                   |
|        | Barbevy Palé d'argent et de gueules. | Antoine Barbevy, Procureur au Siège de Grasse.                |
|        | Barcillon D'azur, à deux sautoirs alésés rangés d'or, surmontés en chef d'une étoile du même. | Scipion Joseph de Barcillon, Conseigneur de Roquefort.        |
|        | Barquin D'azur, à la bande d'or, accompagnée de six besants du même. | Jacques Barquin, Marchand bourgeois de la ville de Grasse.    |
|        | Bartel D'azur à la bande d'argent. | Jean Bartel, Marchand orfèvre à Grasse.                       |
|        | Bayon D'or, à la montagne de sinople mouvante de la pointe, sommée d'une muraille de ville flanquée de deux tours crénelées de gueules, ajourées et maçonnées de sable, surmontée d'un lion léopardé d'azur ; au chef de gueules, chargé de deux étoiles d'argent. | Barthélemy Bayon, Marchand à Grasse.                          |
|        | Beint D'azur au griffon d'or. | Léger Beint, Avocat à Grasse.                                 |
|        | Bellon D'or, à l'aigle de sable. | Jean-François Bellon, Prêtre curé de Grasse.                  |
|        | Bernard De sable au lion d'or, à la bande d'azur brochant sur le tout. | Dominique Bernard, Maître chirurgien.                         |
|        | Bernardi D'argent à trois bandes de gueules. | François Bernardi, Bourgeois de Grasse.                       |
|        | Bernardi D'or, au lion léopardé d'azur. | Honoré Bernardi, Avocat à Grasse.                             |
| blason | Bezieux (de) De sable, à trois têtes de lion arrachées d'or. | Antoine de Bezieux, Marchand bourgeois de la ville de Grasse. |
|        | Bompard (de) D'azur, à deux palombes d'argent posées sur un écot d'or mis en fasce. | Honoré de Bompard, Écuyer.                                    |
|        | Bonhome D'azur au léopard passant d'argent. | Antoine Bonhome, Greffier de l'écritoire à Grasse.            |
|        | Boudet D'or au griffon d'azur. | Joseph Boudet, Notaire à Grasse.                              |
|        | Bourcel D'argent au sautoir de sable. | François Bourcel, Bourgeois de la ville de Grasse.            |
|        | Bourel D'or, semé de croisettes de sable ; au lion d'argent brochant sur le tout. | Jean B. Bourel, Bénéficier en l'église cathédrale de Grasse.  |
|        | Bremond D'argent à deux chevrons de sable. | Jean Bremond, Avocat à Grasse.                                |
|        | Brun D'or, au bœuf de sable passant, la queue pendante. | Jean Brun, Maître chirurgien.                                 |

## C
| Blason              | Nom de la famille et blasonnement | Enregistré par                                                                |
| ------------------- | --- | ----------------------------------------------------------------------------- |
|                     | Calvy D'azur, à trois étoiles d'argent. | Honoré Calvy, Juge à Grasse.                                                  |
|                     | Carpilhetty D'azur, au dextrochère d'or, mouvant du flanc senestre, tenant un lys de jardin d'argent.                                                                              | François Carpilhetty, Avocat du Roi en la sénéchaussée de la ville de Grasse. |
|                     | Cavallier D'azur, à cinq coquilles d'or posées 2, 1, 2. | Honoré Cavallier, Marchand bourgeois de la ville de Grasse.                   |
|                     | Chery D'azur, à trois têtes de léopard d'or, édentées, arrachées. | Jean Pierre Chery, Procureur au Siège de Grasse.                              |
|                     | Clapier (de) Fascé d'azur et d'argent ; au chef d'or. | Lazare de Clapier, Noble.                                                     |
|                     | Comte Coupé d'azur sur argent, à la croix ancrée de l'un en l'autre. | Augustin Comte, Marchand bourgeois de la ville de Grasse.                     |
| blason              | Comté De sable à trois couronnes de laurier d'or. | Marc Comté, Marchand bourgeois de la ville de Grasse.                         |
| Blason Louis Courme | Courmes De sinople à la bande d'or. | Louis Courme, Bénéficier en l'église cathédrale de Grasse.                    |
|                     | Court, Court de Fontmichel (de) D'or, à un arbre arraché de sinople, sommé d'un pigeon d'argent becquetant un fruit de l'arbre ; au chef de gueules, chargé de trois étoiles d'or. | Antoine Court, Ancien Procureur au parlement de Provence.                     |
|                     | Cousin Échiqueté d'argent et de gueules. | Pierre Cousin, Avocat à Grasse.                                               |
|                     | Cresp De gueules, au chevron d'or, accompagné en pointe d'une rose du même. | César Cresp, Commissaire aux revues des troupes à Grasse.                     |
| blason              | Cresp De gueules, à deux poissons d'argent posés l'un sur l'autre. | Michel Cresp, Maître chirurgien à Grasse.                                     |
| blason              | Crespe D'azur, semé de billettes d'or ; au lion du même, armé et lampassé de gueules, brochant sur le tout.                                                                        | Blaise Crespe, Marchand bourgeois de la ville de Grasse.                      |
| blason              | Crespe D'argent, au chevron de sable, chargé de trois coquilles d'or. | Joseph Crespe, Marchand bourgeois de la ville de Grasse.                      |
|                     | Crestien D'argent, à la croix de gueules, chargée de cinq roses d'or. | Honoré Crestien, Bourgeois de la ville de Grasse.                             |

## D
| Blason | Nom de la famille et blasonnement                                                                                                 | Enregistré par                                                         |
| ------ | --- | ---------------------------------------------------------------------- |
|        | Darnaud D'or, au lion de sable.                                                                                                   | François Darnaud, Chanoine théologal en l'église cathédrale de Grasse. |
|        | Doyel D'or, à trois fasces ondées d'azur.                                                                                         | Alexis Doyel, Avocat à Grasse.                                         |
|        | Durand de Sartoux Parti d'or et de gueules, au lion couronné de sable à la queue fourchue passée en sautoir, lampassé de gueules. | Albert de Durand, Seigneur de Sartoux.                                 |

## E
| Blason | Nom de la famille et blasonnement      | Enregistré par                                   |
| ------ | -------------------------------------- | ------------------------------------------------ |
|        | Escoffier D'or, au chevron de gueules. | Jacques Escoffier, Docteur en médecine à Grasse. |

## F
| Blason | Nom de la famille et blasonnement                                                      | Enregistré par                                                   |
| ------ | -------------------------------------------------------------------------------------- | ---------------------------------------------------------------- |
|        | Fabre Bandé d'argent et de gueules.                                                    | Honoré Fabre, Marchand orfèvre à Grasse.                         |
|        | Fanton D'azur, à un chevron d'or, accompagné de trois glands du même, la tige en haut. | Jacques Fanton, Seigneur d'Andon.                                |
|        | Flory D'azur, à deux vols d'argent mis en fasce.                                       | Joseph Flory, Notaire à Grasse.                                  |
|        | Foucard D'or, au lion de gueules, couronné d'argent.                                   | Antoine Foulard, Maître chirurgien en la ville de Grasse.        |
|        | Fouque D'argent au loup de gueules.                                                    | Henri Fouque, Avocat à Grasse.                                   |
|        | Fraganard D'azur, à trois aigles d'or.                                                 | Jean Honoré Fraganard, Marchand bourgeois de la ville de Grasse. |
|        | Fuvel De gueules à un vol d'argent.                                                    | Claude Fuvel, Notaire au Siège de Grasse.                        |

## G
| Blason | Nom de la famille et blasonnement                                                                                   | Enregistré par                                           |
| ------ | --- | -------------------------------------------------------- |
|        | Gaitte De gueules à la bande de vair.                                                                               | Guillaume Gaitte, Procureur et Notaire à Grasse.         |
|        | Gastaud De gueules à trois coquilles d'or.                                                                          | Baltazar Gastaud, Docteur en médecine à Grasse.          |
|        | Gauzin De gueules, au demi-vol senestre d'argent.                                                                   | Jean Gauzin, Procureur au Siège de Grasse.               |
|        | Gazan D'azur, au chevron d'or, accompagné de trois besants du même.                                                 | François Gazan, Avocat à Grasse.                         |
|        | Geofroy (de) Tranché de gueules et d'argent.                                                                        | Charles de Geofroy, Seigneur du Rouret.                  |
|        | Gerard D'or, à la fasce d'azur, chargée de quatre chevrons d'argent couchés, accompagnée de trois roses de gueules. | Pierre et Antoine Gerard, Marchands parfumeurs à Grasse. |
|        | Giraud De gueules, à la bande d'argent chargée d'un vol d'azur.                                                     | Marc Antoine Giraud, Procureur au Siège de Grasse.       |
|        | Gourdon D'azur, à la fasce d'or chargée de trois roses de gueules.                                                  | Pierre Gourdon, Bourgeois de la ville de Grasse.         |
|        | Grasse (de) D'or, au lion de sable, couronné, armé et lampassé de gueules.                                          | Joseph de Grasse, Comte du Bar.                          |
|        | Guidi D'argent, à la croix ancrée d'azur.                                                                           | Charles Guidi, Écuyer.                                   |

## H
| Blason | Nom de la famille et blasonnement                                                                                                  | Enregistré par                                          |
| ------ | --- | ------------------------------------------------------- |
|        | Henry De gueules, au chevron d'or, accompagné de trois croix latines du même ; au chef cousu d'azur, chargé d'une étoile d'argent. | Henry Henry, Chanoine en l'église cathédrale de Grasse. |
|        | Houlley De gueules, au sautoir d'argent.                                                                                           | Joseph Houlley, Notaire à Grasse.                       |
|        | Hurstour D'azur, à la fasce d'argent, chargée de trois croisettes de gueules.                                                      | Antoine Hurstour, Bourgeois de la ville de Grasse.      |

## I
| Blason | Nom de la famille et blasonnement | Enregistré par                                                                                    |
| ------ | --- | ------------------------------------------------------------------------------------------------- |
|        | Isnard D'azur, au sautoir d'argent, cantonné de quatre molettes d'or.                                                                                 | - François d'Isnard, Sgr de Deux Freres, écuyer. - Cesar Isnard, bourgeois de la ville de Grasse. |
|        | Isnard D'azur, au sautoir d'argent, cantonné de quatre molettes d'or. Pour brisure, au chef d'azur à une aigle d'or à deux têtes et couronné de même. | - Louis Auguste d'Isnard, Sgr de Sartoux. - Pierre d'Isnard, cadet.                               |

## J
| Blason | Nom de la famille et blasonnement                              | Enregistré par                              |
| ------ | -------------------------------------------------------------- | ------------------------------------------- |
|        | Jordany D'argent, à trois têtes de corbeau arrachées de sable. | Antoine Jordany, Marchand gantier à Grasse. |

## L
| Blason                    | Nom de la famille et blasonnement | Enregistré par                                                                          |
| ------------------------- | --- | --------------------------------------------------------------------------------------- |
|                           | L'Isle de Taulane (de) D'azur, à deux palmes d'or adossées, posées en pal, accompagnées en chef, entre les deux palmes, d'une étoile du même.       | François de L'Isle, Sr de Taulane.                                                      |
|                           | Lambert D'argent, au cœur enflammé de gueules, percé d'une flèche de sable ; au chef d'azur chargé de trois étoiles d'or.                           | Maximin Lambert, Avocat à la Cour.                                                      |
|                           | Latill De gueules au griffon d'or. | François Latill, Marchand grossier à Grasse.                                            |
|                           | La Tour (de) D'azur à trois pals d'argent. | Jacques de La Tour, Notaire à Grasse.                                                   |
|                           | Laugier D'azur, au chevron d'argent, accompagné en chef de trois étoiles d'or, ordonnées 1 et 2, et en pointe d'un cœur enflammé aussi d'or.        | Auguste Laugier, Conseiller en la sénéchaussée de la ville de Grasse.                   |
|                           | Laugier D'argent à deux fasces d'azur. | Guillaume Laugier, Maître maçon à Grasse.                                               |
| blason                    | Laugier D'azur au demi-vol d'argent. | Jean Laugier et Antoine, Maîtres maçons à Grasse.                                       |
|                           | Laugier De gueules, à la fasce d'or, chargée de trois sautoirs d'azur.                                                                              | Henri Laugier, Marchand bourgeois de la ville de Grasse.                                |
|                           | Le More D'or, à la tête de Maure de sable tortillée d'argent ; au chef d'azur, chargé de trois étoiles d'or.                                        | François Le More, Bourgeois à Grasse.                                                   |
|                           | Levens De gueules, à trois têtes de lion arrachées d'or.                                                                                            | Pierre Levens, Marchand bourgeois de la ville de Grasse.                                |
|                           | Lions D'azur, à trois lions d'or 1 et 2, les deux en pointe affrontés, celui en chef accompagné de deux étoiles d'or, une à dextre, une à senestre. | Jaque Lions, Prêtre bénéficier et clerc dans l'église cathédrale de la ville de Grasse. |
| Blason famille de Lombard | Lombard de Gourdon D'or, à trois joubarbes arrachées de sinople.                                                                                    | François de Lombard, Sr de Gourdon, Conseiller du Roy.                                  |
| blason                    | Luce D'argent, à l'aigle de gueules, couronnée, becquée et griffée d'or.                                                                            | Claude Luce, Marchand bourgeois de la ville de Grasse.                                  |
|                           | Luce D'or à trois chevrons de gueules. | Louis Luce, Marchand bourgeois de la ville de Grasse.                                   |
|                           | Luce De sable, à la forteresse d'argent, crénelée et maçonnée de sable.                                                                             | Louis Luce, Marchand bourgeois de la ville de Grasse.                                   |
|                           | Luce De gueules, à un bourdon simple d'or en pal, accosté de deux coquilles d'argent.                                                               | Jacques Luce, Docteur en médecine à Grasse.                                             |

## M
| Blason | Nom de la famille et blasonnement | Enregistré par                                                          |
| ------ | --- | ----------------------------------------------------------------------- |
|        | Magagnos De gueules, à la forteresse crénelée d'or, maçonnée de sable, surmontée de trois tours aussi d'or.                                                    | Louis Magagnos, Maître chirurgien à Grasse.                             |
|        | Manene D'or à trois pals d'azur. | Jean Manene, Bénéficier en l'église cathédrale de Grasse.               |
|        | Martelly D'argent au lion de gueules. | Honoré Martelly, Marchand bourgeois de Grasse.                          |
|        | Massy Coupé d'or sur gueules, au lion d'argent. | Antoine Massy, Maître chirurgien à Grasse.                              |
|        | Matty D'or, au chef de gueules chargé de trois étoiles d'or.                                                                                                   | Antoine Matty, Sacristain en l'église cathédrale de la ville de Grasse. |
|        | Maty D'or à la bande d'azur. | Jean Maty, Avocat à Grasse.                                             |
|        | Maure D'argent, au lion léopardé d'azur. | Pierre Maure, Marchand bourgeois de la ville de Grasse.                 |
|        | Mazuguier D'azur, à trois fasces ondées d'or. | Jean Mazuguier, Marchand bourgeois de la ville de Grasse.               |
|        | Mercurin De sable, à la bande d'or, accompagnée de deux molettes du même.                                                                                      | André Mercurin, Marchand bourgeois de la ville de Grasse.               |
|        | Merignon De gueules, à la forteresse crénelée d'or, maçonnée de sable.                                                                                         | François Merignon, Bourgeois de la ville de Grasse.                     |
|        | Merignon D'or, à trois fasces de gueules. | Honoré Merignon, Voyeur à Grasse.                                       |
|        | Mérigon D'azur, à une bande d'argent chargée de trois sautoirs alésés de gueules, accompagnée de deux étoiles d'or, une au second canton l'autre au troisième. | Honoré Mérigon, Avocat en la Cour.                                      |
| blason | Mongins D'or à trois fasces ondées d'azur. | Aubin Mongins, Marchand bourgeois de la ville de Grasse.                |
|        | Mongins Bandé d'argent et d'azur. | Claude Mongins, Marchand bourgeois de la ville de Grasse.               |
|        | Mongins D'azur à trois sautoirs d'argent. | Henri Mongins, Avocat à Grasse.                                         |
|        | Mongins D'argent, à la croix de gueules, cantonnée de quatre coquilles de sable.                                                                               | Jacques Mongins, Marchand bourgeois de la ville de Grasse.              |
|        | Mouton D'azur, à la croix d'argent, cantonnée de vingt-cinq croisettes d'or, au pied fiché du même, cinq dans chaque canton.                                   | Henry Mouton, Avocat à Grasse.                                          |
|        | Muraire De gueules, au lion d'or couronné d'argent. | Étienne Muraire, Marchand bourgeois de la ville de Grasse.              |

## N
| Blason | Nom de la famille et blasonnement                                                                                                   | Enregistré par                                          |
| ------ | --- | ------------------------------------------------------- |
|        | Niel D'or, au chien de gueules colleté d'or.                                                                                        | Antoine Niel, Marchand bourgeois de la ville de Grasse. |
|        | Niel Écartelé, aux 1 et 4 de gueules au lion d'or, aux 2 et 3 d'azur, à la croix patriarcale d'argent, surmontée d'une étoile d'or. | Honoré Niel, Chanoine de l'église de Grasse.            |

## P
| Blason | Nom de la famille et blasonnement                                                                     | Enregistré par                                               |
| ------ | --- | ------------------------------------------------------------ |
|        | Pagan D'or, à trois têtes de Maure de sable, tortillées d'argent.                                     | Pierre Pagan, Avocat à la Cour.                              |
|        | Peillon De gueules, au lion passant d'argent.                                                         | Henri Peillon, Bourgeois de la ville de Grasse.              |
|        | Peillon D'or, à la bande vivrée d'azur.                                                               | Pierre Peillon, Notaire royal à Grasse.                      |
|        | Pellicoz D'azur à trois étoiles d'argent.                                                             | Louis Pellicoz, Marchand d'huile à Grasse.                   |
| blason | Perier D'or, à trois fasces ondées d'azur.                                                            | Lazare Perier, Bourgeois de la ville de Grasse.              |
|        | Perignon D'azur, à la croix potencée et alésée d'or.                                                  | Honoré Perignon, Marchand droguiste à Grasse.                |
|        | Pontevès (de) De gueules, à un pont de deux arches et au parapet triangulaire d'or, maçonné de sable. | Louis de Pontevès, Marquis de Buoux.                         |
|        | Pugnaire D'argent à deux bandes de sinople.                                                           | Antoine Pugnaire, Marchand grossier à Grasse.                |
|        | Pugnaire D'azur à deux bandes d'or.                                                                   | Antoine Pugnaire, Maître gantier à Grasse.                   |
| blason | Pugnaire D'or, au taureau de sable.                                                                   | Antoine Pugnaire, Marchand bourgeois de la ville de Grasse.  |
|        | Pugnaire De gueules, à cinq étoiles d'or posées 2, 1, 2.                                              | François Pugnaire, Marchand bourgeois de la ville de Grasse. |
|        | Pugnaire Échiqueté d'argent et d'azur ; au lion de gueules brochant.                                  | Honoré Pugnaire, Marchand bourgeois de la ville de Grasse.   |

## R
| Blason                      | Nom de la famille et blasonnement | Enregistré par                                                                          |
| --------------------------- | --- | --------------------------------------------------------------------------------------- |
|                             | Rabuys D'azur, à deux tours d'argent, la première enflammée de gueules, posée à dextre, la seconde plus petite, posée à senestre.                                                 | Jean Rabuys, Chanoine en l'église cathédrale de Grasse.                                 |
|                             | Raibert D'argent, à deux léopards de gueules posés l'un sur l'autre. | Honoré Raibert, Bourgeois de la ville de Grasse.                                        |
|                             | Rainbert D'azur, à une croisette d'or en pointe et un soleil du même en chef, accompagnés de deux étoiles aussi d'or, une à dextre, une à senestre.                               | Antoine Rainbert, Chanoine en l'église cathédrale de Grasse.                            |
|                             | Raybaud D'argent, à trois aigles de sable. | Antoine Raybaud, Bourgeois de la ville de Grasse.                                       |
|                             | Reboul De gueules, au chevron d'or, accompagné de trois croissants du même. | Jean Reboul, Marchand bourgeois de la ville de Grasse.                                  |
|                             | Ribier D'argent à deux fasces d'azur. | Antoine Ribier, Notaire royal à Grasse.                                                 |
|                             | Ricord D'or, à la croix tréflée d'azur. | Antoine Ricord, Bourgeois de la ville de Grasse.                                        |
|                             | Ricord Palé d'argent et d'azur. | Honoré Ricord, Maître apothicaire à Grasse.                                             |
|                             | Ricord Échiqueté d'or et d'azur. | Jean Ricord, Expert priseur et arpenteur à Grasse.                                      |
|                             | Ricord De gueules, à trois étoiles d'or. | Jean Ricord, Procureur au Siège de Grasse.                                              |
|                             | Riquety D'azur, à la bande d'or, accompagnée en chef d'une demi-fleur de lys d'or, défaillante à dextre, fleuronnée d'argent, et en pointe de trois roses d'argent mises en orle. | Gaspard de Riquety, Noble.                                                              |
|                             | Robert d'Escragnolles D'or, au sautoir de sinople, accompagné en chef d'un roc d'échiquier du même.                                                                               | Jacques de Robert d'Escragnolles, Trésorier Gal de France en la généralité de Provence. |
|                             | Roubaud De gueules, à la croix engrêlée d'argent. | Pierre Roubaud, Marchand bourgeois de la ville de Grasse.                               |
| d'argent à l'aigle de sable | Roubin D'argent, à l'aigle de sable. | Joseph Roubin, Procureur au Siège de Grasse.                                            |

## S
| Blason | Nom de la famille et blasonnement              | Enregistré par                                            |
| ------ | ---------------------------------------------- | --------------------------------------------------------- |
|        | Sauvin D'azur à trois chevrons d'argent.       | Honoré Sauvin, Bourgeois de la ville de Grasse.           |
|        | Seisson De gueules, à trois molettes d'argent. | Louis Seisson, Procureur au Siège de Grasse.              |
|        | Semeric D'or, à trois fasces de sinople.       | Honoré Semeric, Marchand bourgeois de la ville de Grasse. |

## T
| Blason | Nom de la famille et blasonnement | Enregistré par |
| ------ | --- | --- |
|        | Tardieu D'or, à trois aigles de sable rangées en fasce. | François Tardieu, Procureur au Siège de Grasse. |
|        | Tardieu De gueules au lion d'or ; au chef d'azur, chargé d'un cœur d'or accompagné de deux étoiles du même, une à dextre, une à senestre.                           | Pierre Tardieu, Procureur. |
|        | Tardivi D'azur, à une croix d'or, accostée de deux colombes essorantes, affrontées d'argent, tenant en leur bec un rameau d'olivier du même.                        | Jean Tardivi, Conseiller en la sénéchaussée de la ville de Grasse. |
|        | Testour D'or, à trois merlettes de sable. | Alexis Testour, Marchand apothicaire à Grasse. |
|        | Theas D'azur, à l'arbre d'or terrassé du même, posé à dextre, sommé de flammes de gueules, accompagné à senestre d'un griffon d'or.                                 | - François Teas, Sgr d'Andon; - Jean Paul Teas Sgr d'Andon, prêtre, docteur de Sorbonne, Chanoine et archidiacre en l'église Catédralle de Grasse. - Paul Theas, procureur du Roy en la sénéchaussée de Grasse. - Paul Theas, avocat en la cour. - François Teas, bourgeois de la ville de Grasse. - Jacques Theas, bourgeois de la ville de grasse. |
|        | Theas D'azur à la bande d'argent. | Pierre Theas, Marchand bourgeois de la ville de Grasse. |
|        | Tombarrelly D'or, au rocher de gueules. | André Tombarrelly, Procureur au Siège de Grasse. |
|        | Tressemanes D'argent, à une fasce d'azur chargée de trois étoiles d'or, accompagnée de trois roses de gueules ; à la bordure du même, chargée de huit besants d'or. | André de Tressemanes, Seigneur de Brunet. |
|        | Tripoul D'azur, au lion enbâtonné d'or. | Guillaume Tripoul, Docteur en médecine à Grasse. |

## V
| Blason                       | Nom de la famille et blasonnement | Enregistré par                                                                  |
| ---------------------------- | --- | ------------------------------------------------------------------------------- |
|                              | Vallette D'argent, à la croix ancrée de sable. | Antoine Bertrand Vallette, Notaire à Grasse.                                    |
|                              | Vallette D'azur, au croissant d'argent, accosté de deux épis de blé d'or.                                                                                        | Barthélemy Vallette, Procureur au Siège de Grasse.                              |
|                              | Verjus (de) Fuselé d'or et de sinople. | François de Verjus, Évêque de Grasse.                                           |
| Blason Famille de Villeneuve | Villeneuve (de) De gueules, fretté de six lances de tournoi d'or, semé d'écussons du même dans les claires-voies ; sur le tout, d'azur, à une fleur de lys d'or. | Pierre de Villeneuve, Seigneur en partie de Saint-Cezari et Sénéchal de Grasse. |

- Haut – A
- B
- C
- D
- E
- F
- G
- H
- I
- J
- K
- L
- M
- N
- O
- P
- Q
- R
- S
- T
- U
- V
- W
- X
- Y
- Z